# Mosolygó Antal
Mosolygó Antal (Ópályi, 1891. január 25. – Moszkva, 1927. március 7.) pártmunkás, politikus, anarchoszindikalista mozgalmár, a KMP alapító tagja. A Magyarországi Tanácsköztársaság alatt a mátyásföldi direktórium tagja, a magyar Vörös Hadsereg zászlóaljának politikai biztosa.

## Élete
Vándormunkásként ismerkedett meg Fiumében a szindikalista eszmeáramlatokkal. 1912-ben Budapesten a szakszervezeti mozgalomban tevékenykedett, majd pedig a Zsil-völgyi bányamunkások szervezését látta el. Többször börtönbe került. Kapcsolatba került az anarchoszindikalista Szabó Ervinnel, s a szindikalista mozgalom szervezőjévé vált. Az első világháború alatt hadimunkásként dolgozott a mátyásföldi repülőgépgyárban. Később a gyár főbizalmija lett. 1917-től részt vett az forradalmi szocialisták munkájában, s az 1917-es októberi orosz forradalom eszméit hirdette. A következő év januárjától tagja volt az első munkástanácsnak, májusban azonban letartóztatták, s csakúgy, mint Lékai Jánost illetve Sugár Tivadart, az őszirózsás forradalom alatt szabadították ki.  A KMP egyik alapító tagja volt, s így mint a baloldali mozgalom egyik vezetőjét őt is letartóztatták 1919. február 20-án. Március 21-én szabadult. A Magyarországi Tanácsköztársaság alatt a Budapesti Központi Forradalmi Munkás- és Katonatanács tagja volt, illetve a mátyásföldi repülőgépgyár politikai biztosaként is tevékenykedett. A mátyásföldi direktórium tagja volt, és a Vörös Hadsereg zászlóalj-politikai megbízottja. A kommün bukása után 10 év fegyházra ítélték. A magyar–szovjet fogolycsere-akció keretein belül 1921-ben kicserélték, s Szovjet-Oroszországba került. Itt a moszkvai magyar klub vezetőségi tagjaként működött. Tüdőbajban hunyt el.

## Emlékezete
Nyíregyházán utca viseli nevét. A Corvin Művelődési Ház korábban az ő nevét viselte.

## Művei
- Beszélgetés Móricz Zsigmonddal betyárokról és szellemekről (In: Független Magyarország 28. sz. (1942. júl. 13.), p. 3.)
- Fekete macska és vidéke: Asztalos István drámájának előadásáról (In: Független Magyarország 23. sz. (1943. jún. 7.), p. 4.)
- Irodalmi szekértáborok (vitacikk, Illyés Gyula Magyar Csillag-beli cikkéről. In: Független Magyarország 47. sz. (1942. nov. 23.), p. 5.)
- Kinek van helye "a halhatatlan József Attila uszáján?" (In: Független Magyarország 43. sz. (1943. nov. 8.), p. 2.)
- Koronatanu a költő perében: Németh Andor: József Attila (In: Független Magyarország 7. sz. (1944. febr. 4.), p. 4.)
- Szabó Dezső megkezdte előadássorozatát: "Ha két író találkozik, attól mindkettő butább lesz." (In: Független Magyarország 40. sz. (1942. okt. 5.), p. 5.)
- Szelíd polémia Fodor Józseffel (vitacikk, a korabeli magyar irodalom helyzetéről. In: Független Magyarország 16. sz. (1943. ápr. 19.), p. 5.)
- Zilahy Lajos: Fatornyok (színikritika, In: Független Magyarország 48. sz. (1943. dec. 13.), p. 3.)